# Szendrő Iván
Szendrő Iván (1946. január 13. –) magyar színész.

## Filmjei
- Atlantisz (tévéfilm) 1981
- Ideiglenes paradicsom 1977
- Fedőneve: Lukács 1976
- Vörös rekviem 1975
- Sztrogoff Mihály (1975 - tévésorozat) Vassili 1975
- Próbafelvétel (tévéfilm) 1974
- Szerelmem, Elektra 1973
- Lila akác 1973
- A fekete Mercedes utasai (tévéfilm)1973
- Pirx kalandjai (1973)
- Utazás Jakabbal Lépes Feri 1972
- Fuss, hogy utolérjenek! Paulo 1972
- Még kér a nép – fiatal tiszt 1971
- Villa a Lidón (TV Mini-Series) 1968
- Bors (1968)